# Lista de deputados distritais do Distrito Federal da 4.ª legislatura
Esta é a lista de deputados distritais eleitos para a legislatura 2003–2007.

## Composição das bancadas
| Partido | Líder            | Bancada | Posição      |
| ------- | ---------------- | ------- | ------------ |
| PMDB    | Gim Argello      | 5 / 24  | Governo      |
| PT      | Arlete Sampaio   | 5 / 24  | Oposição     |
| PSD     | Pedro Passos     | 3 / 24  | Governo      |
| PFL     | Izalci Lucas     | 2 / 24  | Governo      |
| PPB     | Wigberto Tartuce | 2 / 24  | Independente |
| PL      | Eliana Pedrosa   | 2 / 24  | Governo      |
| PSDB    | Chico Floresta   | 1 / 24  | Governo      |
| PTB     | Benício Tavares  | 1 / 24  | Independente |
| PPS     | Augusto Carvalho | 1 / 24  | Independente |
| PCdoB   | Chico Leite      | 1 / 24  | Oposição     |
| PSB     | Peniel Pacheco   | 1 / 24  | Oposição     |

## Deputados estaduais
São relacionados apenas os deputados eleitos com informações adicionais da Câmara Legislativa do Distrito Federal.
- Nota: Em itálico, os deputados eleitos por média.

| Número | Deputados distritais eleitos | Partido | Votação | Percentual | Localidade onde nasceu  | Unidade federativa |
| 13131  | Arlete Sampaio               | PT      | 35.195  | 2,88%      | Itagibá                 | Bahia              |
| 14444  | Benício                      | PTB     | 25.789  | 2,13%      | Rio de Janeiro          | Rio de Janeiro     |
| 15015  | Eurides Brito                | PMDB    | 23.889  | 1,95%      | Capanema                | Pará               |
| 15215  | Zé Edmar                     | PMDB    | 23.381  | 1,92%      | Formosa                 | Goiás              |
| 23000  | Augusto Carvalho             | PPS     | 21.155  | 1,73       | Patos de Minas          | Minas Gerais       |
| 13013  | Paulo Tadeu                  | PT      | 21.128  | 1,72%      | Brasília                | Distrito Federal   |
| 15151  | Gim Argello                  | PMDB    | 28.229  | 1,45%      | São Vicente             | São Paulo          |
| 13100  | Chico Vigilante              | PT      | 17.425  | 1,42%      | Vitorino Freire         | Maranhão           |
| 41515  | Rôney Nemer                  | PSD     | 15.139  | 1,25%      | Viçosa                  | Minas Gerais       |
| 25000  | Izalci Lucas                 | PFL     | 14.844  | 1,21%      | Araújos                 | Minas Gerais       |
| 13104  | Erika Kokay                  | PT      | 14.488  | 1,18%      | Fortaleza               | Ceará              |
| 15222  | Leonardo Prudente            | PMDB    | 13.356  | 1,09%      | Goiânia                 | Goiás              |
| 13123  | Chico Floresta               | PT      | 12.607  | 1,03%      | Fortaleza               | Ceará              |
| 11122  | Wigberto Tartuce             | PPB     | 38.265  | 0,98%      | Rio Verde               | Goiás              |
| 45199  | Anilcéia Machado             | PSDB    | 11.927  | 0,96%      | Itapaci                 | Goiás              |
| 22122  | Eliana Pedrosa               | PL      | 11.708  | 0,96%      | Bicas                   | Minas Gerais       |
| 15133  | Odilon Aires                 | PMDB    | 22.354  | 1,29%      | Ponte Alta do Bom Jesus | Tocantins          |
| 25999  | Cauhy                        | PFL     | 10.871  | 0,88%      | Uberaba                 | Minas Gerais       |
| 41041  | Pedro Passos                 | PSD     | 10.519  | 0,86%      | Araxá                   | Minas Gerais       |
| 65123  | Chico Leite                  | PCdoB   | 10.499  | 0,85%      | Milagres                | Ceará              |
| 41123  | Xavier                       | PSD     | 7.694   | 0,63%      | Vazante                 | Minas Gerais       |
| 11444  | Júnior Brunelli              | PPB     | 7.491   | 0,62%      | São Paulo               | São Paulo          |
| 22111  | Fábio Barcellos              | PFL     | 7.119   | 0,58%      | Rio de Janeiro          | Rio de Janeiro     |
| 40004  | Peniel Pacheco               | PSB     | 6.114   | 0,49%      | Uberaba                 | Minas Gerais       |